# Badenkulturen
Badenkulturen fandtes cirka 3600-2800 før Kristus, og er opkaldt efter byen Baden, der ligger  sydøst for Wien i Østrig. 
Ved Baden udgravedes 1875-85 en boplads fra Dolktid. Keramikken bestod af højhalsede bægre, kopper med hank, skåle med guirlandemønster (nogle med figural ornamentik). Blandt fundene fandtes også typiske halsringe af flettet kobbertråd. Bopladserne tilhørende Badenkultur var sædvanligvis placerede på småbakker ved vand og frugtbar mark. Hesten var domesticeret og man kendte  den firhjulede vogn med skivehjul.
I Ungarn modsvares Badenkultur af Pécelkultur (en fase af Badenkulturen i Karpaterbækkenet). Udbredelsen af Badenkulturen er koncentreret til Donaus mellemste løb og den dateres  hovedsageligt til overgangen mellem senneolitisk bronzealder i dette område (ca. 2.700-2.300 f.Kr).

## Galleri
- Beholder fra Badenkulturen.[2]
- Metalarbejde
- Store krukker
- Stor krukke
- Bovle på sokkel
- Keramikkopper
- Skål
- Bronzeøkser